# لیموشیرین

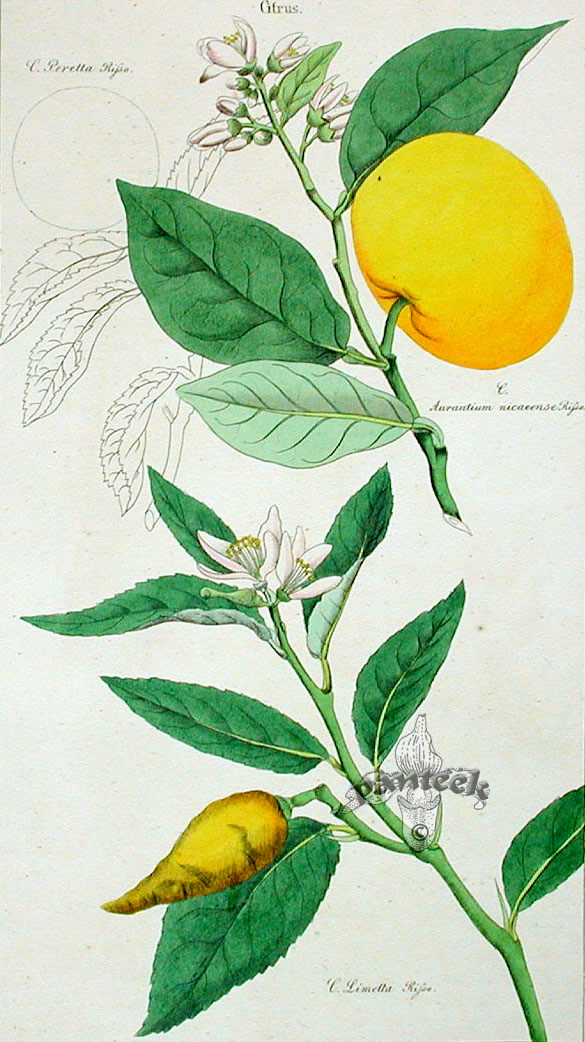

لیمو شیرین، گونه‌ای لیمو است. با نام علمی (Citrus limetta) و از گونه (dulcis): و Citrus limonum var. dulcis. میوه آن شیرین و درشت است و آبش به‌عنوان مدر به بیماران تب دار داده می‌شود.
معادل دیگر نام علمی آن ، Citrus limonum Risso. var. dulcis Moris هم ذکر شده‌است .علت تلخی آن وجود نارینژین و لیمونین است که در واکنش با اکسیژن هوا باعث طعم تلخ میشود. این مواد در میوه های مختلف مانند گریپ‌فروت نیز یافت میشود. این تلخی مانعی برای مصرف میوه ایجاد نمیکند.

## خواص لیمو شیرین
لیموشیرین حاوی مقدار زیادی ویتامین C می‌باشد و برای قند خون مفید است.